# 特朗布爾 (康乃狄克州)
斯特朗布爾（英語：Trumbull）是一個位於美國康乃狄克州費爾菲爾德縣的城鎮。

## 地理
斯特朗布爾的座標為41°13′59″N 73°13′06″W / 41.23306°N 73.21833°W，而該地的平均海拔高度為81米（即266英尺）。

## 人口
根據2010年美國人口普查的數據，斯特朗布爾的面積為60.90平方千米，當中陸地面積為60.30平方千米，而水域面積為0.60平方千米。當地共有人口36018人，而人口密度為每平方千米591人。